# Passaporte paraguaio

Passaporte paraguaio.

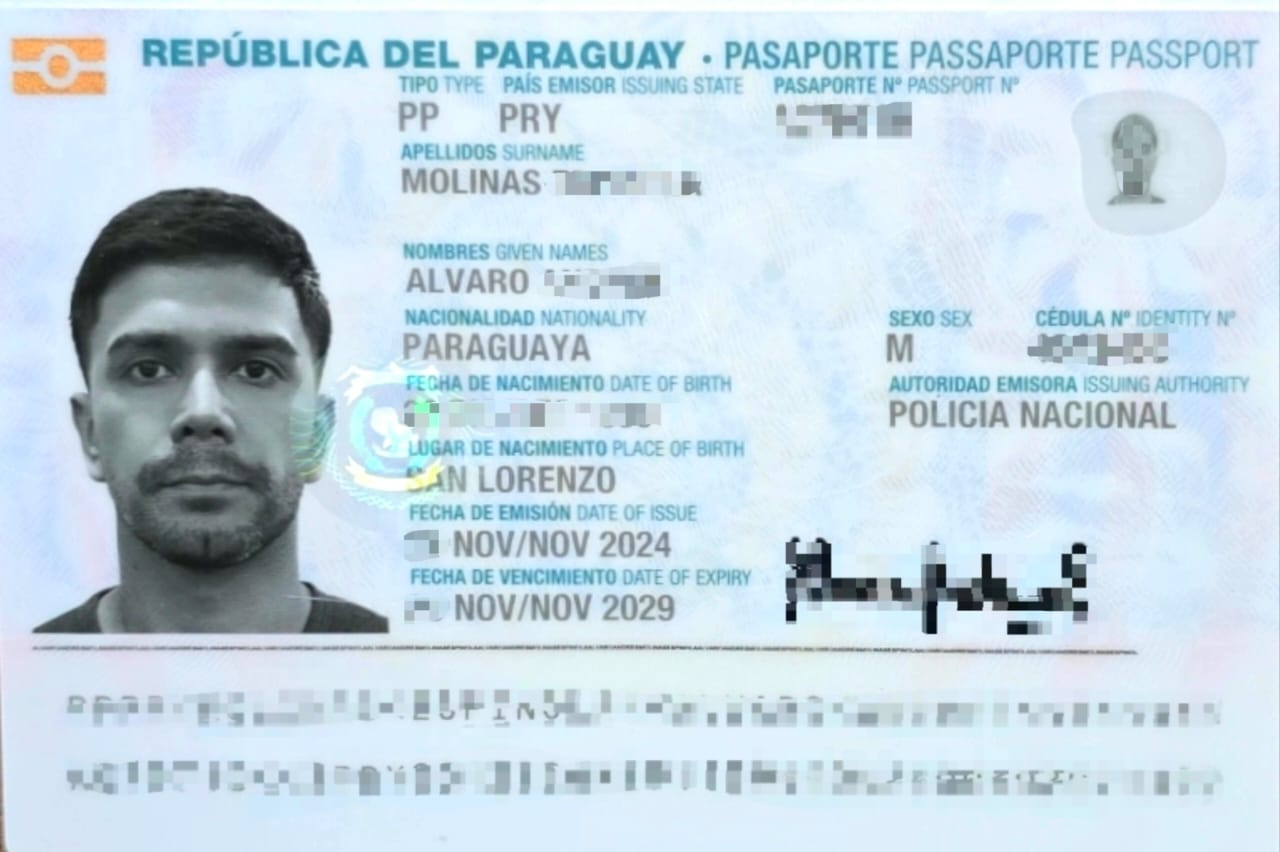
Página de informações do novo passaporte biométrico paraguaio.

O Passaporte paraguaio é o documento oficial de identificação do cidadão paraguaio perante as autoridades exteriores, sendo emitido pelo governo do Paraguai através do Departamento de Identificação (Departamento de Identificaciones). Sua apresentação é necessária para o ingresso em qualquer país, exceto os que compõem a Unasul, desde que o cidadão apresente seu documento de identidade. Contém também os vistos de autorização e se encontra nos padrões da OACI.  
O passaporte consular paraguaio é emitido para cidadãos paraguaios residentes no exterior. São emitidos no Ministério de Relações Exteriores em Assunção e entregues nas embaixadas e consulados. O documento é válido por cinco anos e não é renovável. 
Em 2020, o futebolista brasileiro Ronaldinho Gaúcho foi preso no Paraguai com um passaporte local falso. O caso chamou a atenção do público, uma vez que o Paraguai não exige tal documentação para cidadãos brasileiros. No entanto, especialistas afirmam que portar um passaporte paraguaio pode facilitar a entrada e realização de determinadas operações econômicas nos Estados Unidos, facilidades estas que o passaporte brasileiro não dá direito.

## Emissão
O interessado deverá apresentar os seguintes documentos:
- Cópia da Cédula de Identidade
- Certificado de Cumplimiento Tributario (C.C.T.) ou Constancia de No ser Contribuyente

## Tipos
- Comum (Ordinario): expedido aos viajantes ordinários, a turismo ou negócios;
- Diplomático: diplomatas paraguaios e altos funcionários do governo em serviço;
- Oficial de Serviço (Oficial y de Servicio): representantes individuais do governo paraguaio em assuntos oficiais.

## Galeria de passaportes

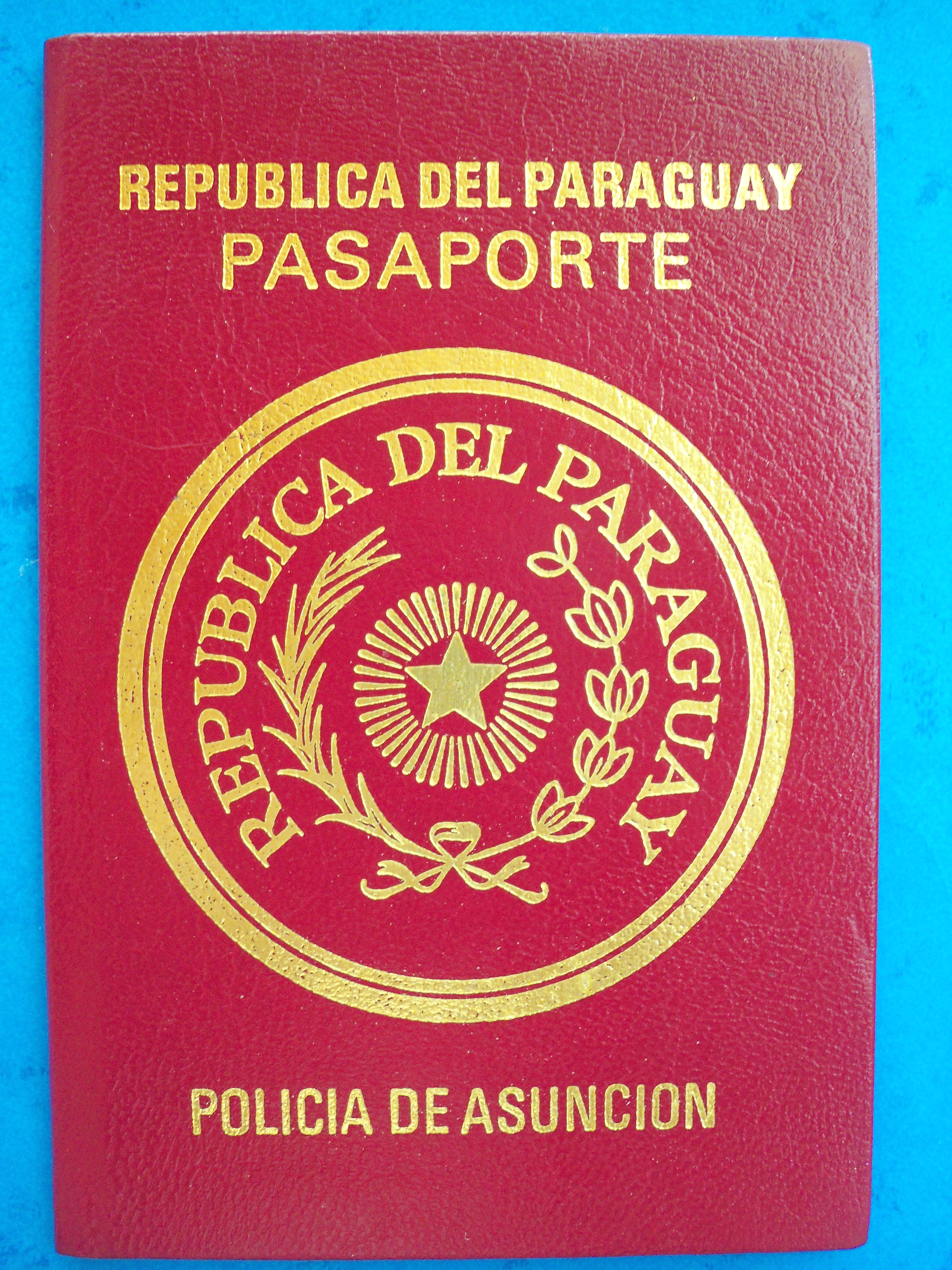
Passaporte paraguaio pré-Mercosul de 1989
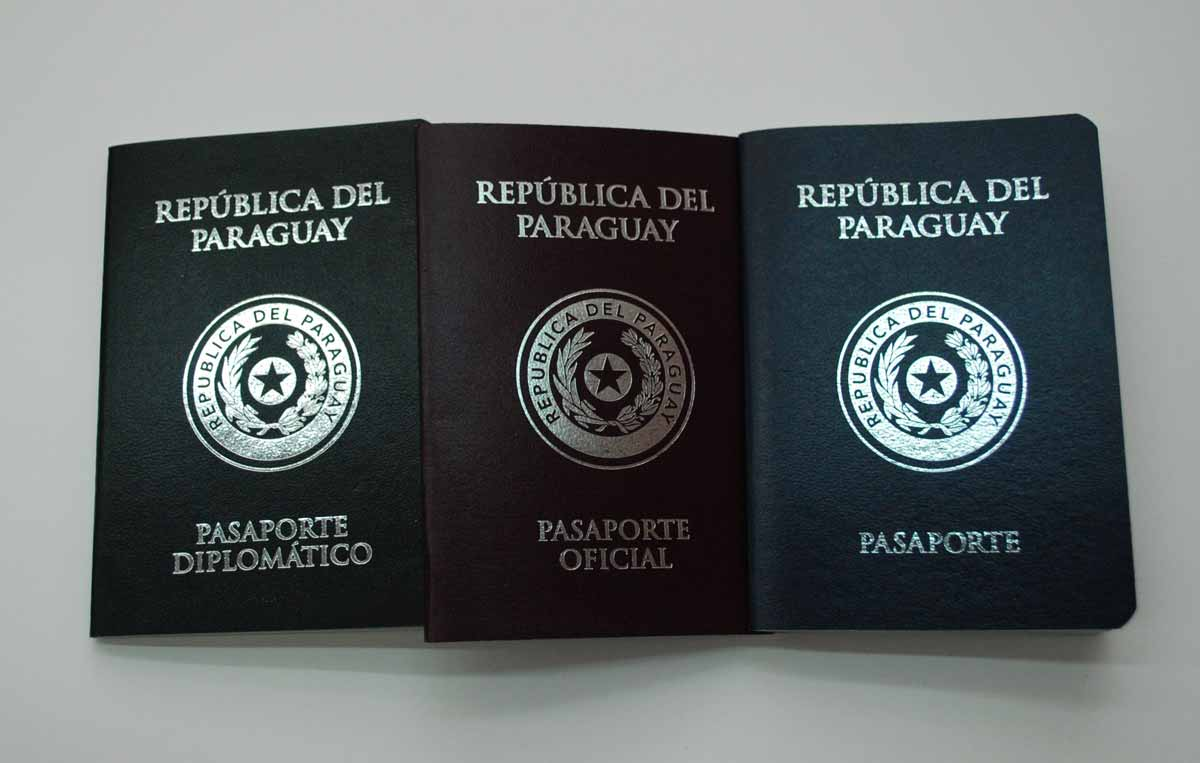
Passaporte diplomático, oficial de serviço e comum
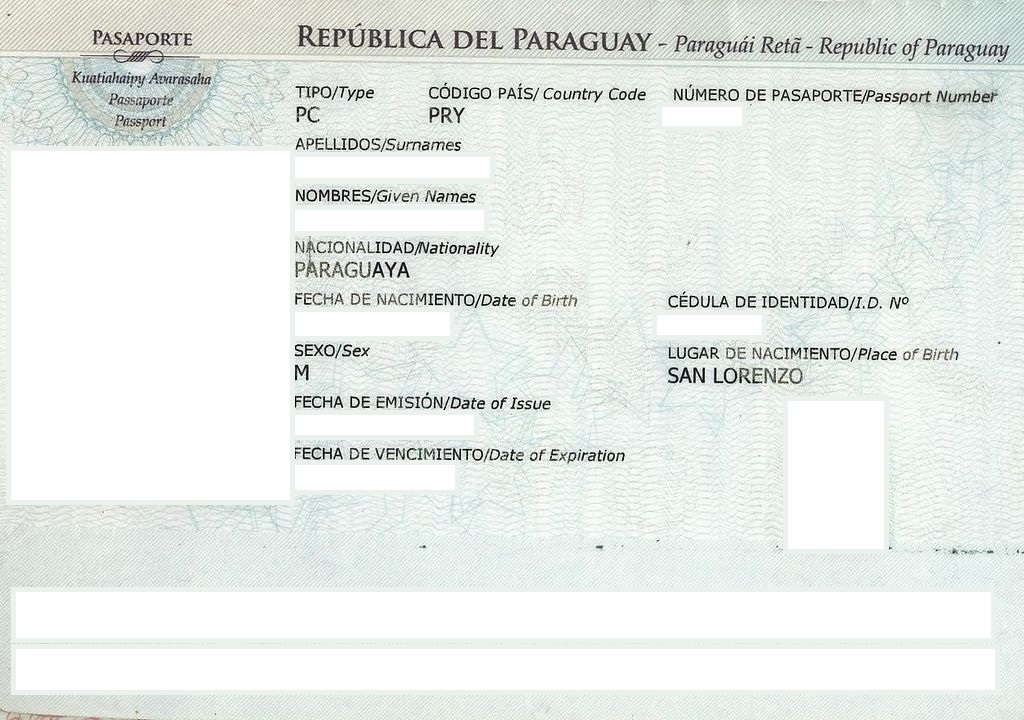
Página de dados de um passaporte consular paraguaio